# Rovigo Calcio 2007-2008
Questa pagina raccoglie le informazioni riguardanti il Rovigo Calcio nelle competizioni ufficiali della stagione 2007-2008.

## Rosa
| N. |                    | Ruolo | Calciatore           |
| -- | ------------------ | ----- | -------------------- |
|    | Italia (bandiera)  | D     | Cristian Adami       |
|    | Italia (bandiera)  | C     | Vincenzo Catalano    |
|    | Italia (bandiera)  | A     | Fabio Cazzatore      |
|    | Italia (bandiera)  | A     | Fabio Ceccarelli     |
|    | Italia (bandiera)  | P     | Daniele Corontini    |
|    | Italia (bandiera)  | C     | Alessandro Cortesi   |
|    | Italia (bandiera)  | D     | Fabrizio Cavallari   |
|    | Brasile (bandiera) | A     | Pereira Pablo De Luz |
|    | Italia (bandiera)  | D     | Simone Di Giulio     |
|    | Italia (bandiera)  | A     | Simone Di Iorio      |
|    | Italia (bandiera)  | P     | Renato Dossena       |
|    | Italia (bandiera)  | C     | Gabriele Fabris      |
|    | Italia (bandiera)  | D     | Alessandro Gottardi  |

| N. |                    | Ruolo | Calciatore            |
| -- | ------------------ | ----- | --------------------- |
|    | Italia (bandiera)  | C     | Alessandro Livi       |
|    | Italia (bandiera)  | A     | Fabio Paterna         |
|    | Italia (bandiera)  | D     | Paolo Lodi Rizzini    |
|    | Italia (bandiera)  | C     | Paolo Macchia         |
|    | Italia (bandiera)  | C     | Simone Paselli        |
|    | Italia (bandiera)  | A     | Michele Pietranera    |
|    | Brasile (bandiera) | C     | Rafael Ribeiro Sciani |
|    | Italia (bandiera)  | C     | Matteo Rossi          |
|    | Italia (bandiera)  | D     | Simone Salviato       |
|    | Italia (bandiera)  | C     | Claudio Sciannamè     |
|    | Italia (bandiera)  | C     | Gian Marco Nardi      |
|    | Italia (bandiera)  | C     | Michael Vincenzi      |

## Risultati

### Girone Di Andata
| Rovigo 26 agosto 2007 1ª Giornata | Rovigo | 2 – 2 | San Marino | Stadio Francesco Gabrielli |

| Reggio Emilia 2 settembre 2007 2ª Giornata | Reggiana | 4 – 2 | Rovigo | Stadio Giglio |

| Rovigo 9 settembre 2007 3ª Giornata | Rovigo | 2 – 0 | Gubbio | Stadio Francesco Gabrielli |

| Monte San Savino 16 settembre 2007 4ª Giornata | Sansovino | 2 – 1 | Rovigo | Stadio Le Fonti |

| Rovigo 23 settembre 2007 5ª Giornata | Rovigo | 0 – 4 | Bassano Virtus | Stadio Francesco Gabrielli |

| Giulianova 30 settembre 2007 6ª Giornata | Giulianova | 1 – 1 | Rovigo | Stadio Rubens Fadini |

| Rovigo 7 ottobre 2007 7ª Giornata | Rovigo | 2 – 1 | CuoioCappiano | Stadio Francesco Gabrielli |

| Viterbo 14 ottobre 2007 8ª Giornata | Viterbese | 1 – 3 | Rovigo | Stadio Enrico Rocchi |

| Rovigo 21 ottobre 2007 9ª Giornata | Rovigo | 1 – 1 | Castelnuovo | Stadio Francesco Gabrielli |

| Rovigo 28 ottobre 2007 10ª Giornata | Rovigo | 3 – 2 | Prato | Stadio Francesco Gabrielli |

| Portogruaro 1 novembre 2007 11ª Giornata | Portogruaro-Summaga | 3 – 0 | Rovigo | Stadio Piergiovanni Mecchia |

| Rovigo 4 novembre 2007 12ª Giornata | Rovigo | 2 – 3 | Bellaria Igea Marina | Stadio Francesco Gabrielli |

| Teramo 11 novembre 2007 13ª Giornata | Teramo | 3 – 2 | Rovigo | Stadio comunale |

| Rovigo 18 novembre 2007 14ª Giornata | Rovigo | 0 – 1 | Poggibonsi | Stadio Francesco Gabrielli |

| Ferrara 25 novembre 2007 15ª Giornata | SPAL | 2 – 1 | Rovigo | Stadio Paolo Mazza |

| Rovigo 2 dicembre 2007 16ª Giornata | Rovigo | 1 – 0 | Viareggio | Stadio Francesco Gabrielli |

| Carrara 9 dicembre 2007 17ª Giornata | Carrarese | 3 – 0 | Rovigo | Stadio dei Marmi |

### Girone Di Ritorno
| Serravalle 16 dicembre 2007 18ª Giornata | San Marino | 2 – 2 | Rovigo | Stadio Olimpico di Serravalle |

| Rovigo 23 dicembre 2007 19ª Giornata | Rovigo | 0 – 3 | Reggiana | Stadio Francesco Gabrielli |

| Gubbio 13 gennaio 2008 20ª Giornata | Gubbio | 1 – 0 | Rovigo | Stadio Pietro Barbetti |

| Rovigo 20 gennaio 2008 21ª Giornata | Rovigo | 3 – 0 | Sansovino | Stadio Francesco Gabrielli |

| Bassano del Grappa 27 gennaio 2008 22ª Giornata | Bassano Virtus | 1 – 0 | Rovigo | Stadio Rino Mercante |

| Rovigo 10 febbraio 2008 23ª Giornata | Rovigo | 0 – 0 | Giulianova | Stadio Francesco Gabrielli |

| Santa Croce sull'Arno 17 febbraio 2008 24ª Giornata | CuoioCappiano | 2 – 2 | Rovigo | Stadio Libero Masini |

| Rovigo 24 febbraio 2008 25ª Giornata | Rovigo | 0 – 3 | Viterbese | Stadio Francesco Gabrielli |

| Castelnuovo Garfagnana 2 marzo 2008 26ª Giornata | Castelnuovo | 1 – 2 | Rovigo | Stadio Alessio Nardini |

| Prato 9 marzo 2008 27ª Giornata | Prato | 1 – 0 | Rovigo | Stadio Lungobisenzio |

| Rovigo 16 marzo 2008 28ª Giornata | Rovigo | 2 – 0 | Portogruaro-Summaga | Stadio Francesco Gabrielli |

| Bellaria Igea Marina 22 marzo 2008 29ª Giornata | Bellaria Igea Marina | 3 – 3 | Rovigo | Stadio Enrico Nanni |

| Rovigo 6 aprile 2008 30ª Giornata | Rovigo | 2 – 0 | Teramo | Stadio Francesco Gabrielli |

| Poggibonsi 13 aprile 2008 31ª Giornata | Poggibonsi | 2 – 2 | Rovigo | Stadio Stefano Lotti |

| Rovigo 20 aprile 2008 32ª Giornata | Rovigo | 0 – 1 | SPAL | Stadio Francesco Gabrielli |

| Viareggio 27 aprile 2008 33ª Giornata | Viareggio | 1 – 1 | Rovigo | Stadio dei Pini |

| Rovigo 4 maggio 2008 34ª Giornata | Rovigo | 0 – 2 | Carrarese | Stadio Francesco Gabrielli |